# Белінда Райт
Белінда Райт  (англ. Belinda Wright, 16 вересня 1980) — австралійська софтболістка, олімпійська медалістка.

## Виступи на Олімпіадах
| Олімпіада  | Дисципліна | Місце |
| ---------- | ---------- | ----- |
| Пекін 2008 | софтбол    | 3     |